# دانييل يانسن
دانييل يانسن (8 مايو 1985 بهيليرود في الدنمارك - ) هو لاعب كرة قدم دانمركي في مركز الدفاع. لعب مع نادي نوردشيلاند وFC Fredericia ‏.